# Lštění
Lštění (Duits: Elschtin) is een Tsjechische gemeente in de regio Midden-Bohemen en maakt deel uit van het district Benešov. Het dorp ligt op ongeveer 2 kilometer afstand van Čerčany.
Lštění telt 542 inwoners (2025).

## Geografie
De gemeente Lštění bestaat uit de volgende plaatsen:
- Lštění;
- Zlenice.

Tussen 1869 en 1910 behoorde Čtyřkoly - aan de overkant van de rivier de Sázava - eveneens tot de gemeente. Beide plaatsen zijn door middel van een brug met elkaar verbonden. Even verderop, in de deelgemeente Zlenice, is tevens een veerverbinding over de rivier naar Hláska.

## Geschiedenis
De eerste schriftelijke vermelding van het dorp dateert van 1398, doch waarschijnlijk werd er reeds in de vroege middeleeuwen een burcht gebouwd in opdracht van de Přemyslidische hertog Spytihněv I. De burcht behoorde lange tijd tot de belangrijkste grenspunten van het toenmalige Přemyslidische patrimonium. Kroniekschrijver Kosmas noemde Lštění in het jaar 1055 een castrum munitissimum, oftewel een versterkte burcht. De burcht verdween waarschijnlijk in de 12e eeuw.
Sinds 1850 maakt Lštění deel uit van het district Benešov. Het wapen en de vlag werden op 11 april 2008 aan de gemeente toegekend bij besluit van de voorzitter van de Kamer van Afgevaardigden van het Parlement van de Tsjechische Republiek op 11 april 2008.

## Verkeer en vervoer

### Autowegen
Lštění is te bereiken via diverse regionale wegen. 

### Spoorlijnen
Zowel station Lštění als Zlenice liggen aan spoorlijn 212 Čerčany – Světlá nad Sázavou. Aan de overzijde van de rivier, in Čtyřkoly, is eveneens een station, maar dan aan de spoorlijn van Benešov naar Praag. Beide stations liggen hemelsbreed ongeveer één kilometer verwijderd van elkaar. De lijnen komen samen in de aangrenzende gemeente Čerčany.

### Buslijnen
Er zijn geen bushaltes in de gemeente, maar in Čerčany - op zo'n twee kilometer afstand - halteert lijn 796 van Benešov naar Pyšely (vervoerder: ČSAD Benešov).

## Bezienswaardigheden

### Sint-Clemenskerk
De Sint-Clemenskerk, omgeven door een kerkhof, werd voor het eerst schriftelijk vermeld in de 14e eeuw, maar dateert waarschijnlijk reeds van de vroege middeleeuwen. De barokke vorm van het gebouw ontstond in 1730, toen dorpseigenaar graaf Jan Josef van Vrtba de kerk liet restaureren.

## Galerij

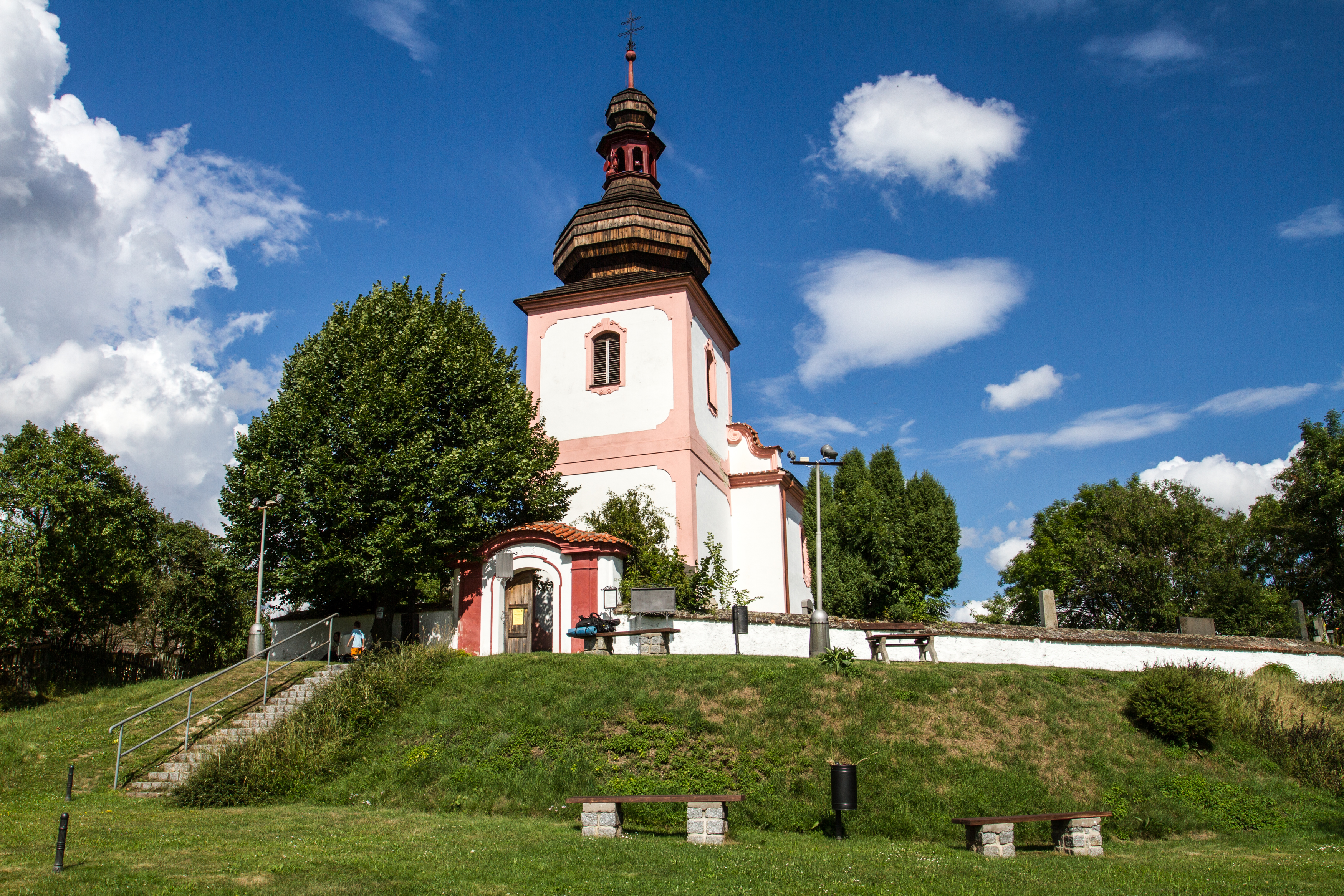
Sint-Clemenskerk (2014)
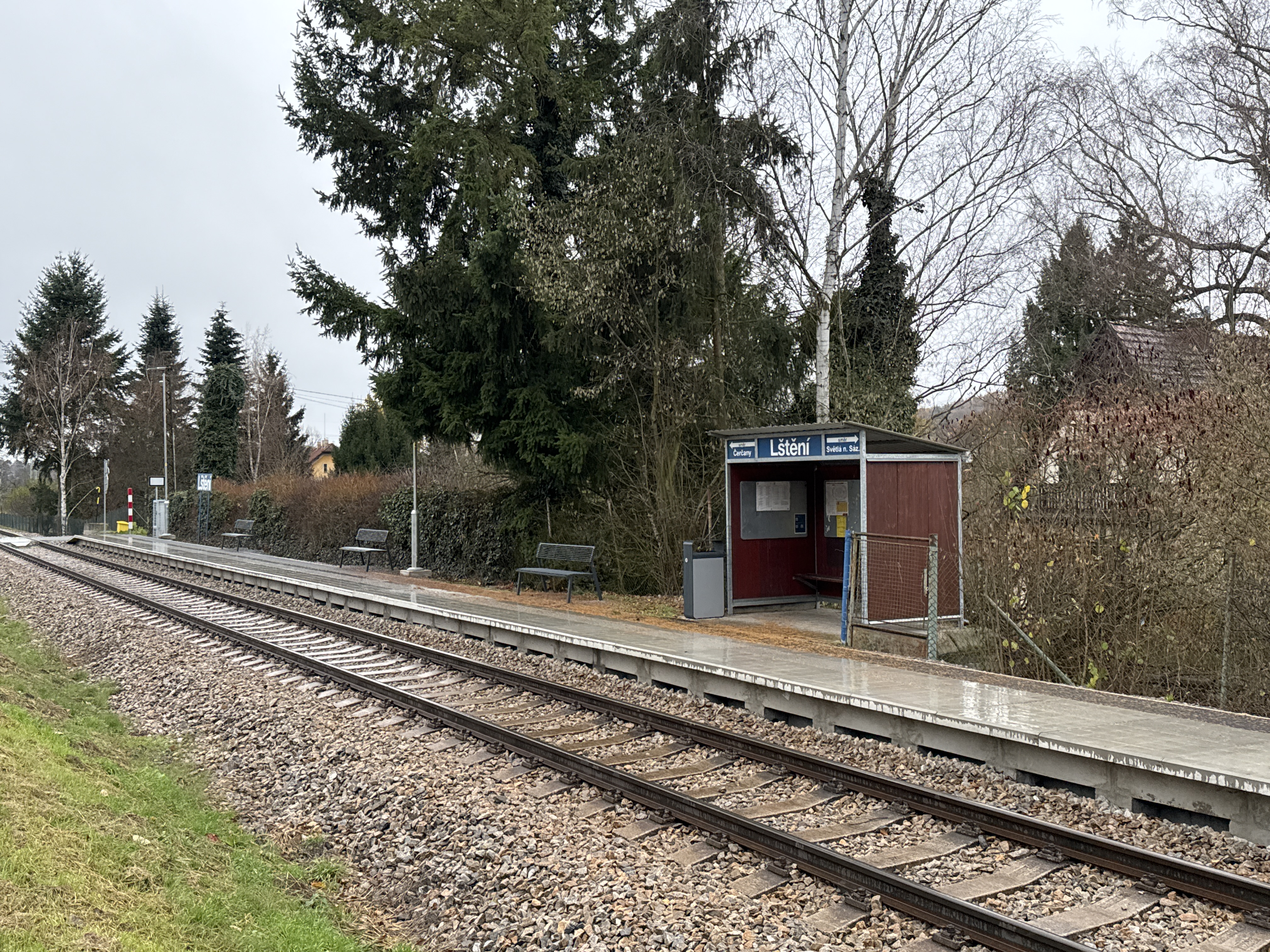
Station Lštění (2024)
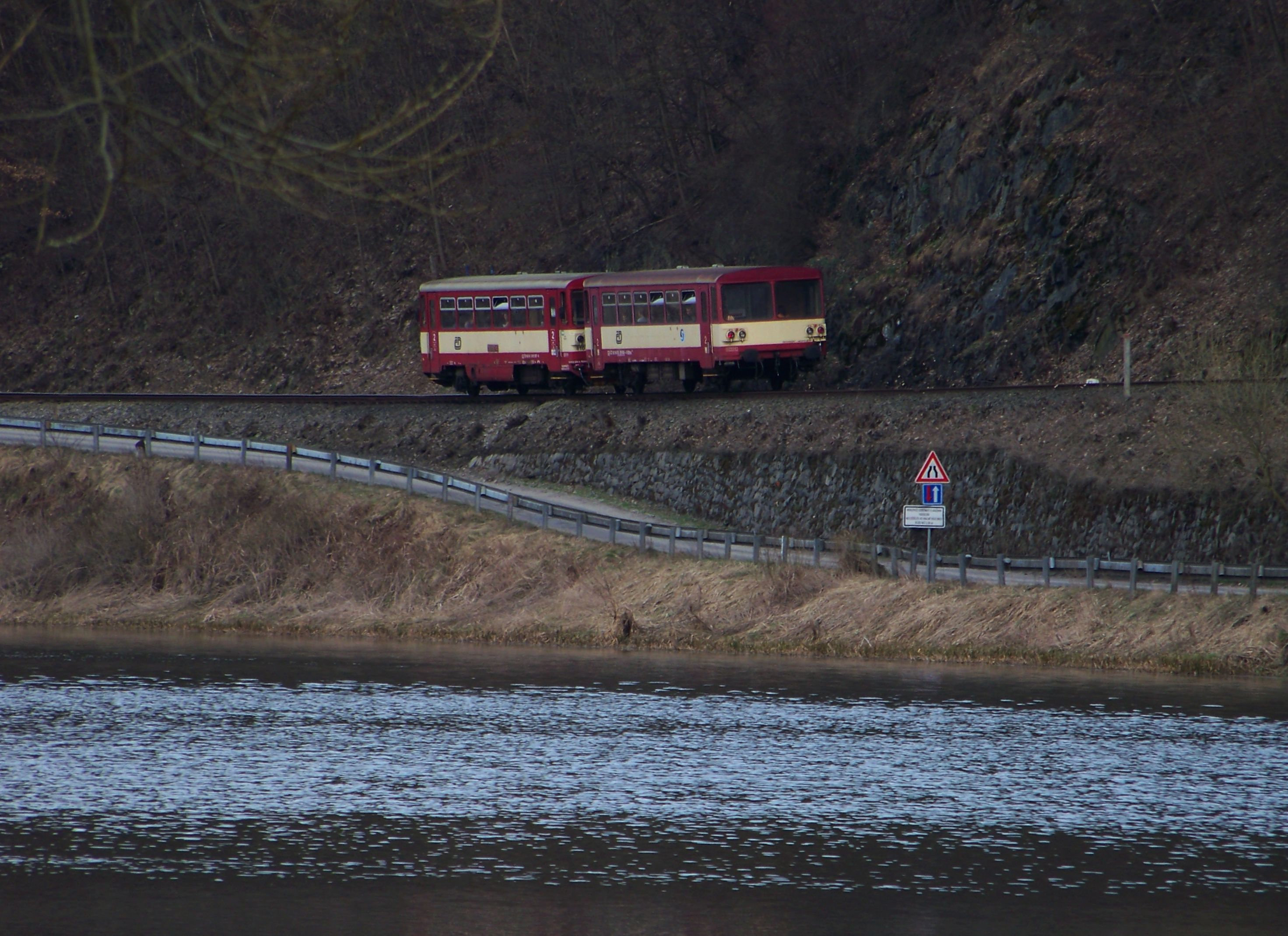
Trein nabij het dorp (2013)
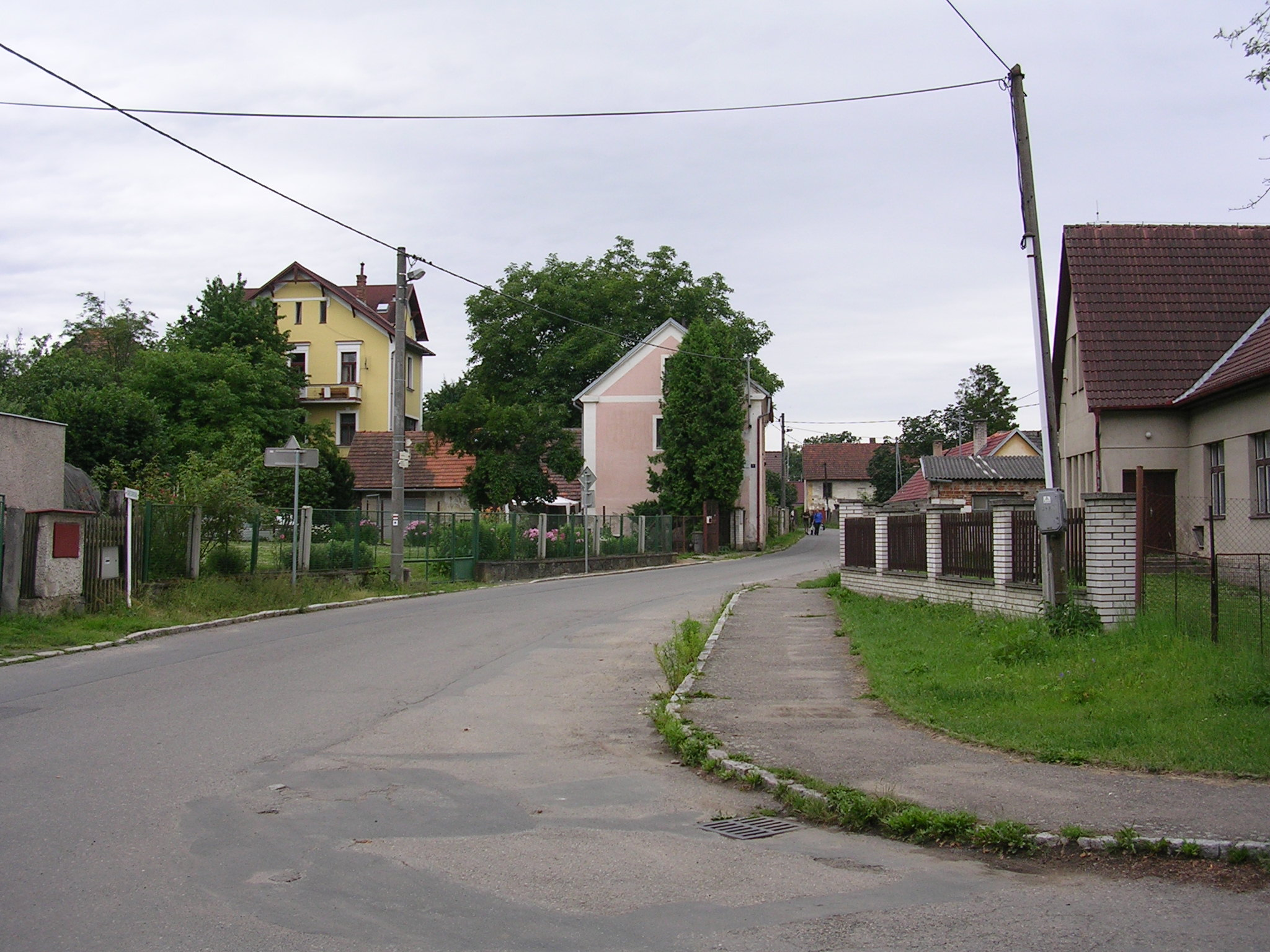
Grégrovastraat (2008)
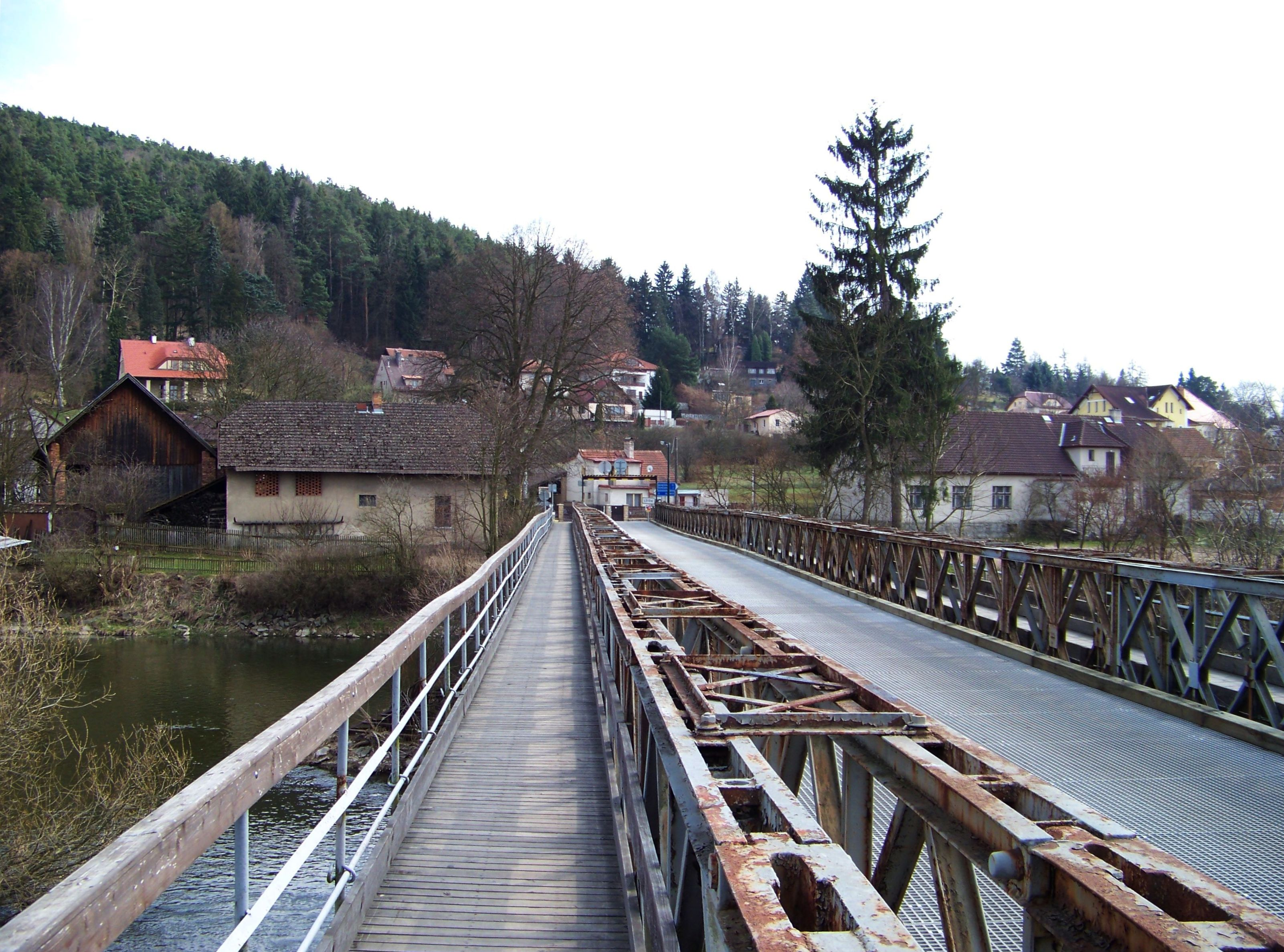
Brug naar Čtyřkoly (2013)
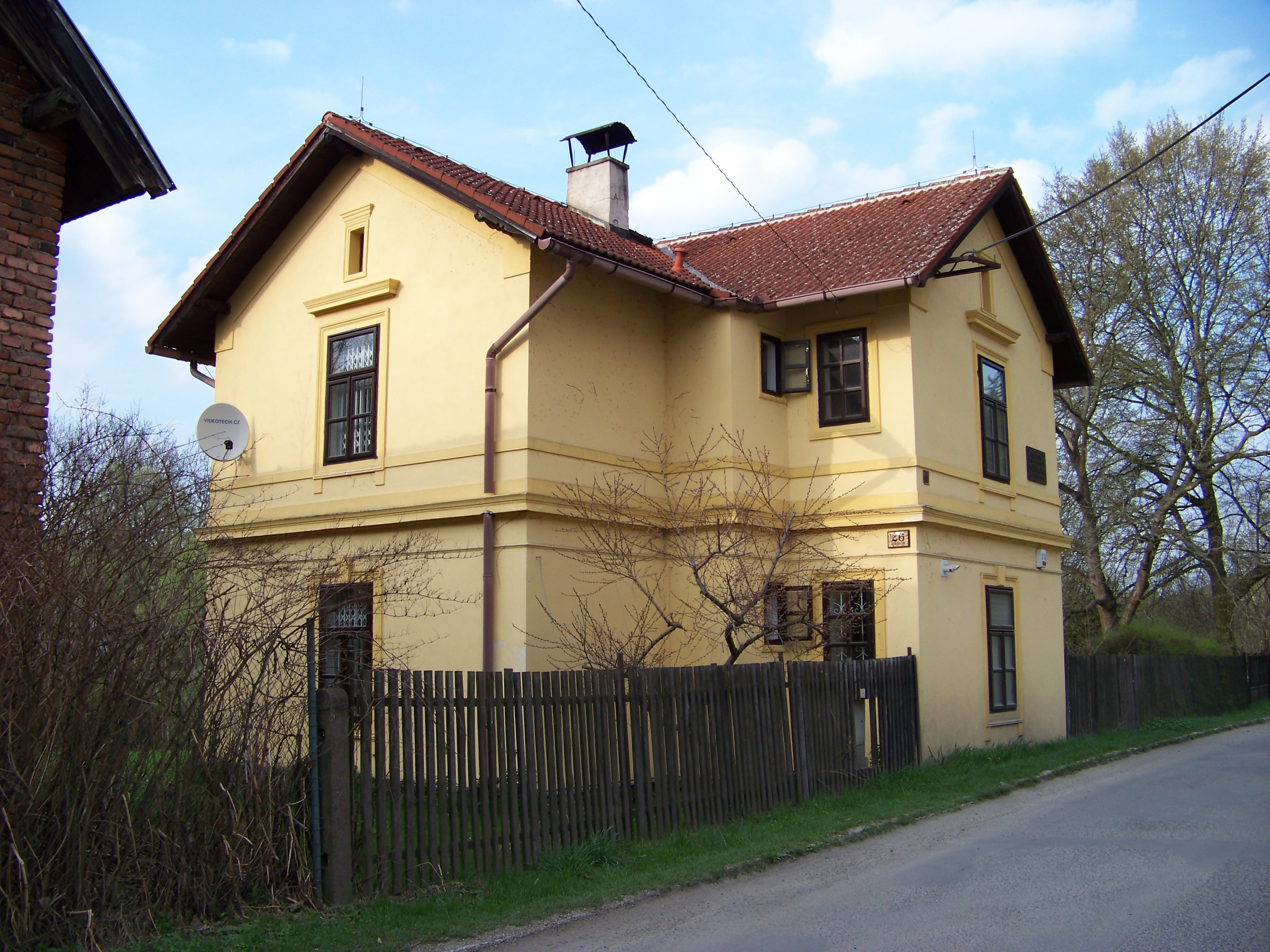
Huis in het dorp (2013)
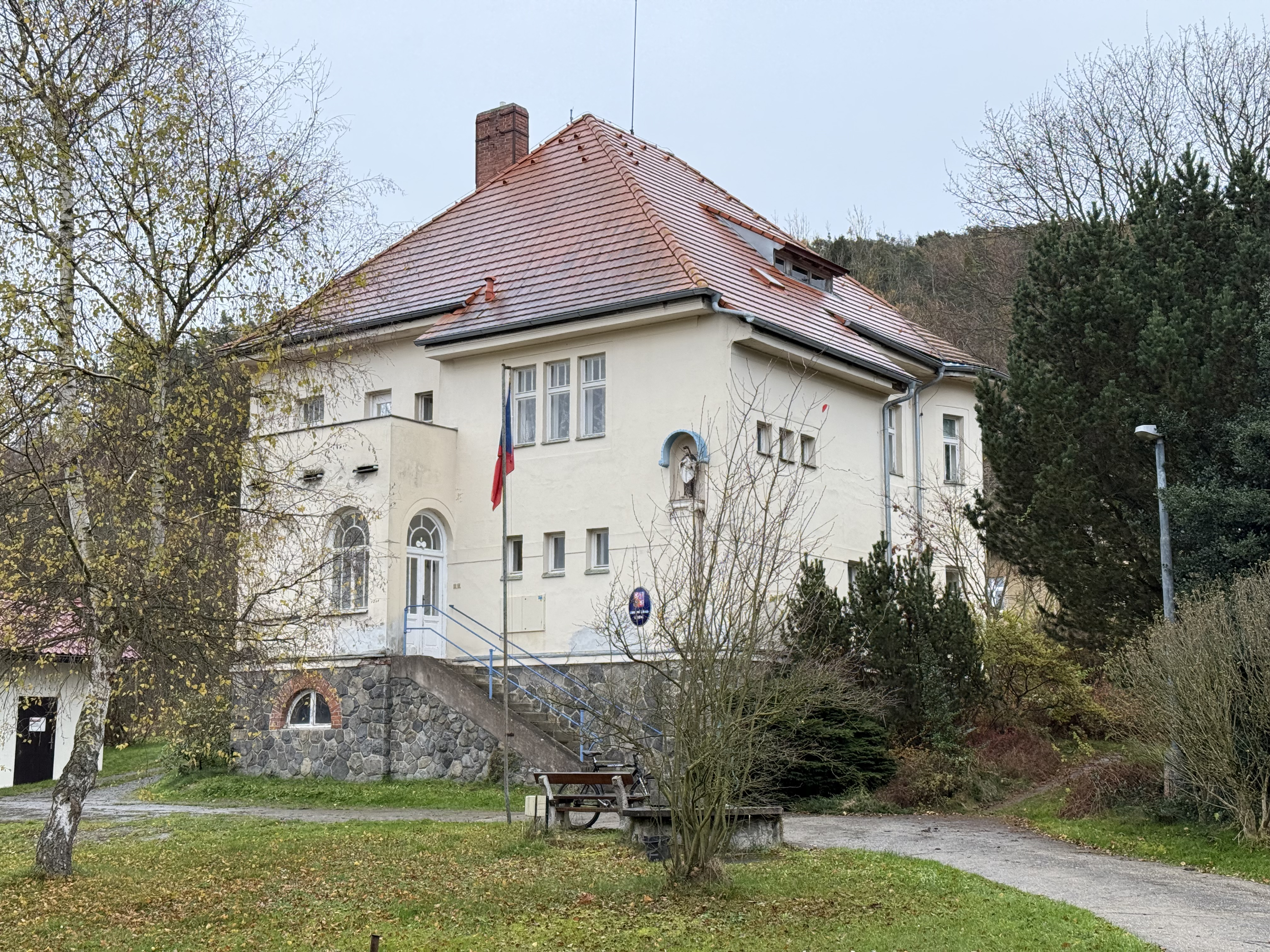
Gemeentehuis (2024)